# Карксі-Нуя
Ка́рксі-Ну́йа (ест. Karksi-Nuia linn) — місто в Естонії без статусу самоврядування, у волості Мулґі повіту Вільяндімаа.

## Населення
Чисельність населення на 1 січня 2017 року становила 1585 особи.

## Географія
Через населений пункт проходить автошлях 6 (Валґа — Уулу). Від міста починаються шосейні дороги 49 (Імавере — Вільянді — Карксі-Нуйа), 54 (Карксі-Нуйа — Ліллі), 24188 (Карксі-Нуйа — Галлісте), 24193 (Карксі-Нуйа — Анікатсі).

## Історія
До 1987 року населений пункт носив назву Нуйа.
11 липня 1991 року містечку Карксі-Нуйа наданий статус місцевого самоврядування.
10 серпня 1993 року Карксі-Нуйа отримало статус міста (linn).
7 липня 1995 року місто отримало свій герб та прапор.
|                                                                |
| Герб та прапор міського самоврядування Карксі-Нуйа (1995—1999) |

8 червня 1999 року Уряд Естонії прийняв постанову про об'єднання територій міського самоврядування Карксі-Нуйа та волості Карксі, визначивши назву нового самоврядування як волость Карксі. Нова волость офіційно утворена в жовтні 1999 року після оголошення результатів виборів в органи місцевого самоврядування, місто Карксі-Нуйа втратило статус самоврядування і вилучене з «Переліку адміністративних одиниць на території Естонії»
24 жовтня 2017 року Карксі-Нуйа увійшло до складу волості Мулґі після об'єднання територій міста-муніципалітету Мийзакюла та волостей Аб'я, Галлісте й Карксі.

## Пам'ятки
- Орденський замок Карксі (Karksi ordulinnus), пам'ятка архітектури 13-16-го століть.[7]
- Лютеранська кірха святого Петра (Karksi Peetri kirik), пам'ятка архітектури 18-го століття.[8]
- Православна церква святого Олексія (Karksi-Nuia Püha Aleksei kirik), пам'ятка архітектури 19-го століття.[9]
- Пам'ятник загиблим у війні за незалежність Естонії.
- Пам'ятник письменнику Аугусту Кіцбергу.

## Галерея

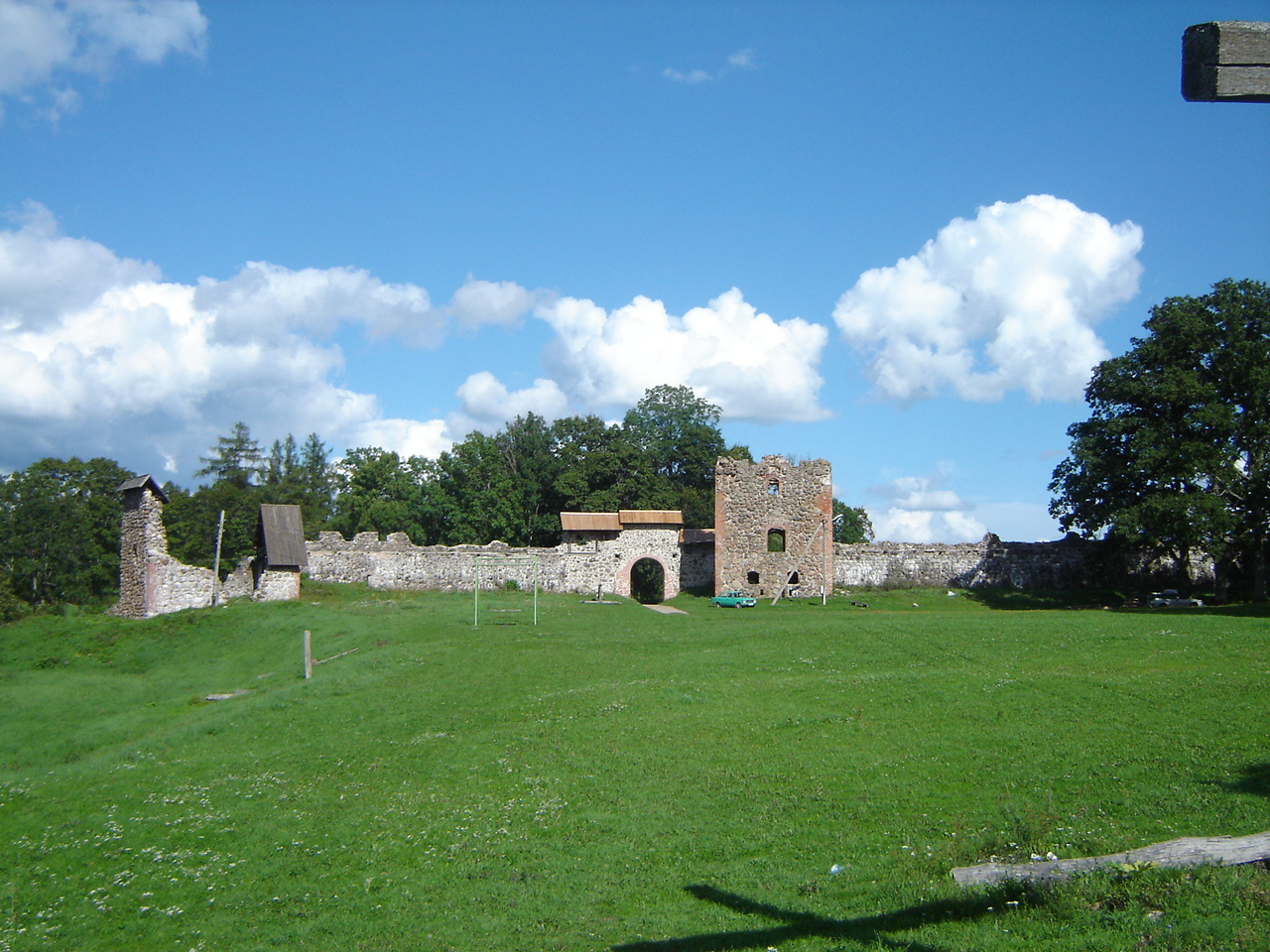
Руїни замку
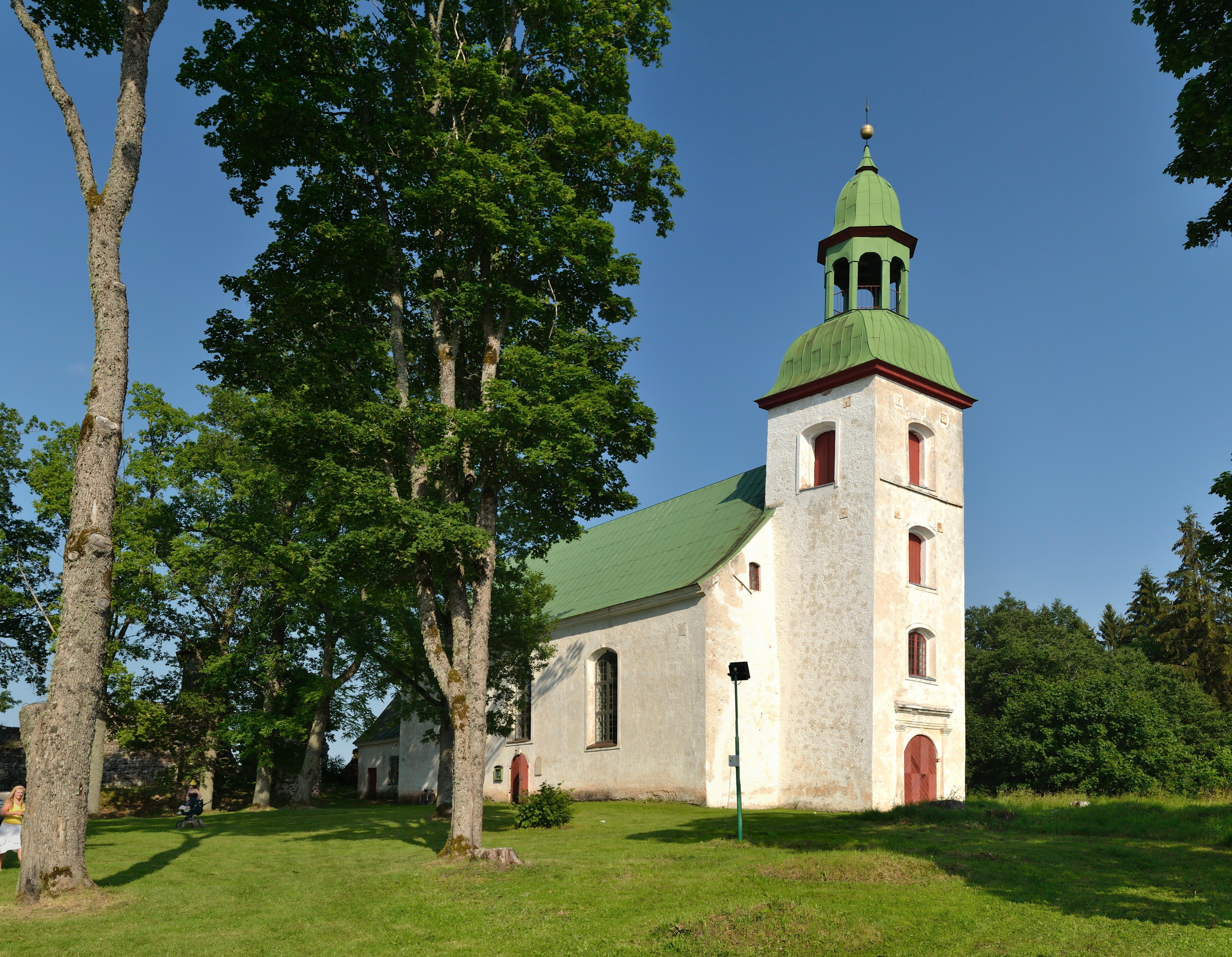
Лютеранська кірха
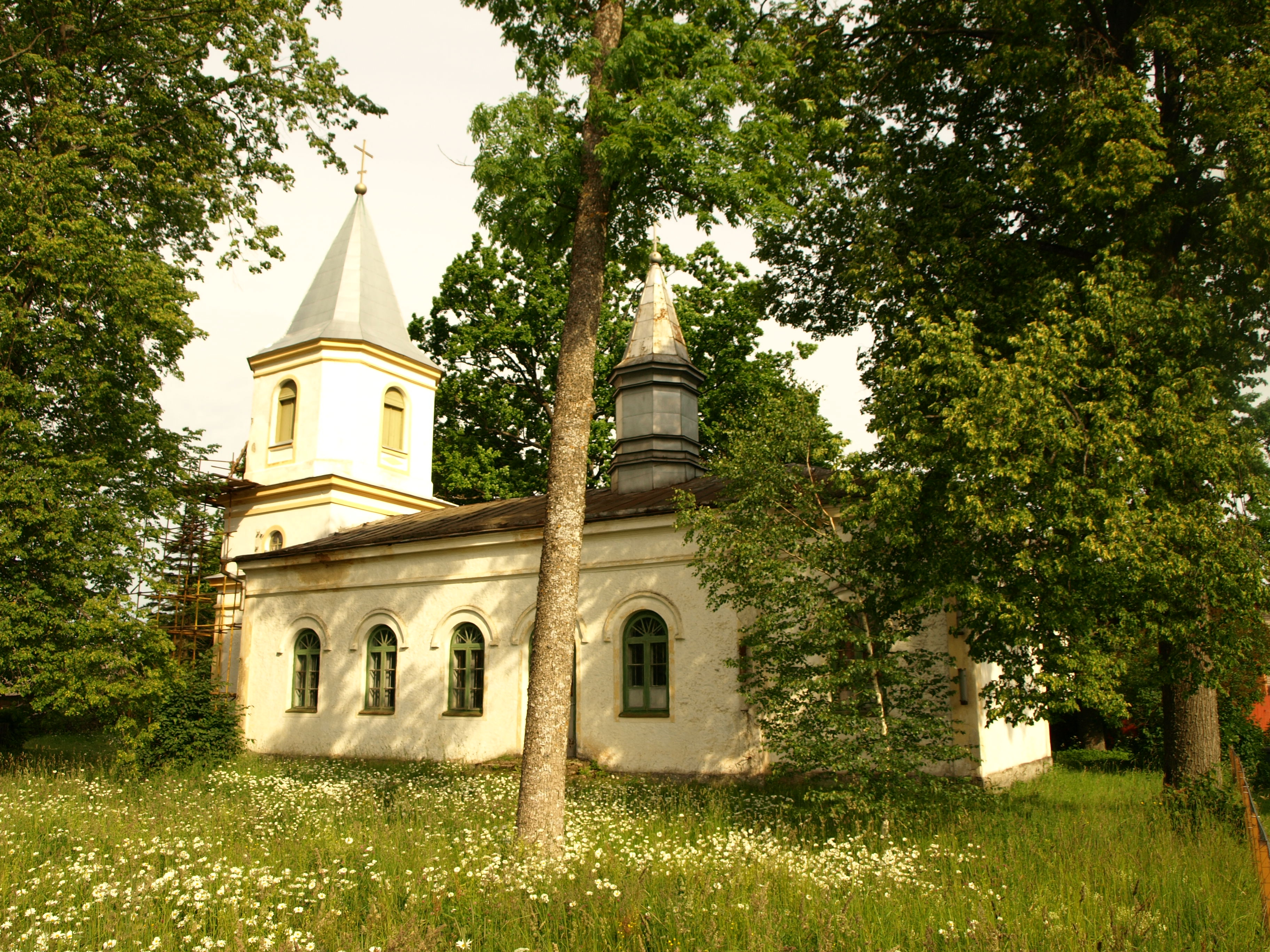
Православна церква